# Senegal na Zimowych Igrzyskach Olimpijskich 1984

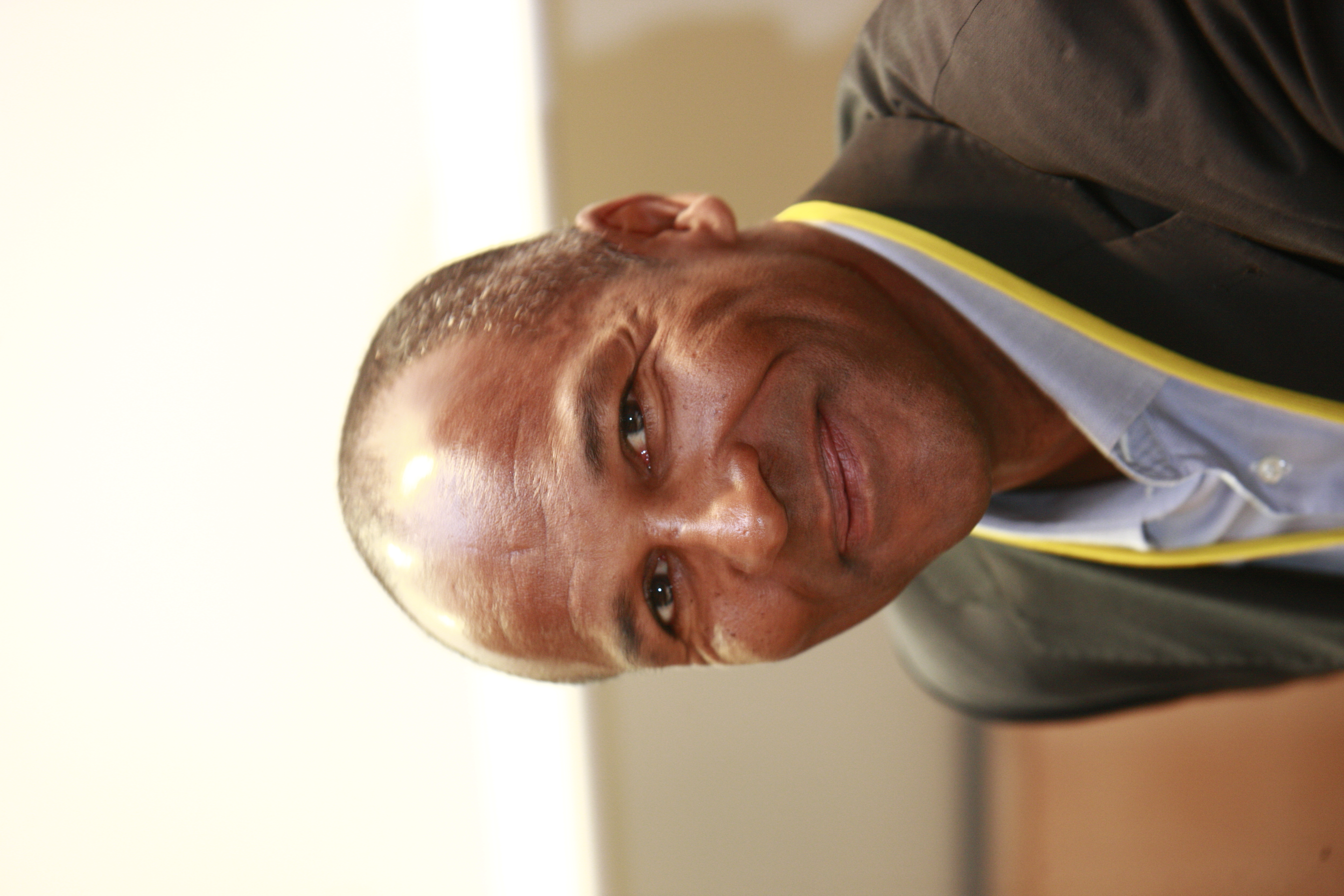
Lamine Guèye – jedyny reprezentant Senegalu na Zimowych Igrzyskach Olimpijskich 1984

Senegal na Zimowych Igrzyskach Olimpijskich 1984 reprezentował jeden zawodnik, Lamine Guèye, który wystartował w dwóch konkurencjach narciarstwa alpejskiego. Były to pierwsze igrzyska olimpijskie tego zawodnika, który w momencie startu miał 23 lata. Jednocześnie był to debiut Senegalu na zimowych igrzyskach olimpijskich.
Lamine Guèye dzięki występowi na Zimowych Igrzyskach Olimpijskich 1984 stał się pierwszym w historii zimowych igrzysk olimpijskich czarnoskórym sportowcem, który wziął udział w tych zawodach.

## Konkurencje

### Narciarstwo alpejskie
Senegal w narciarstwie alpejskim reprezentował jeden mężczyzna. Lamine Guèye wziął udział w dwóch konkurencji rozgrywanych w ramach tej dyscypliny sportu. W zjeździe zajął 51. pozycję wśród 61 startujących zawodników, a w slalomie gigancie był 57. w gronie 108 uczestników tej konkurencji.

#### Mężczyźni
- Lamine Guèye[1]

| Wydarzenie    | Zawodnik     | 1. przejazd | 1. przejazd | 2. przejazd | 2. przejazd | Łącznie | Łącznie |
| Wydarzenie    | Zawodnik     | Czas        | Miejsce     | Czas        | Miejsce     | Czas    | Miejsce |
| ------------- | ------------ | ----------- | ----------- | ----------- | ----------- | ------- | ------- |
| Slalom gigant | Lamine Guèye | 1:42,63     | 60.         | 1:46,04     | 57.         | 3:28,67 | 57.     |
| Zjazd         | Lamine Guèye | 1:59,64     | 51.         |             |             | 1:59,64 | 51.     |